# هيدويغ كونراد مارتيوس
هيدويغ كونراد مارتيوس (بالألمانية: Hedwig Conrad-Martius)‏ (و. 1888 – 1966 م) هي فيلسوفة ألمانية، ولدت في برلين، توفيت في شتارنبرغ، عن عمر يناهز 78 عاماً.

## التعليم
تعلمت في جامعة غوتينغن، وجامعة لودفيغ ماكسيميليان في ميونخ.

## جوائز
حصلت على جوائز منها:
- صليب القائد لنيشان استحقاق جمهورية ألمانيا الاتحادية (1958).